# Imi
Imi – żona Mentuhotepa III z XI dynastii. Z Mentuhotepem III miał syna Mentuhotepa IV następcę tronu i ostatniego faraona XI dynastii.